# CDA-loyalisten
De CDA-loyalisten waren een groep van zeven CDA-Kamerleden (voornamelijk afkomstig uit de ARP) op de linkervleugel van het toen nog piepjonge CDA. Zij gedoogden in de jaren 1977-1981 het kabinet Van Agt-Wiegel, dat slechts over een kleine meerderheid van twee zetels in de Tweede Kamer beschikte, maar zij steunden het kabinet niet voluit. Zij behielden zich het recht voor om elk voorstel van het kabinet te toetsen aan hun principes.

## Kabinetsformatie door Van der Grinten
In november 1977 werd de Nijmeegse hoogleraar ondernemersrecht Wim van der Grinten op voorspraak van Dries van Agt informateur. Na een breuk met de PvdA slaagde hij er in relatief korte tijd in om een akkoord tussen Van Agt en Hans Wiegel tot stand te brengen. Zeven zogenaamde CDA-'loyalisten' wilden echter niet voluit hun steun toezeggen. Uiteindelijk gingen ze wel akkoord, maar onder voorwaarden. Het betrof de Kamerleden:

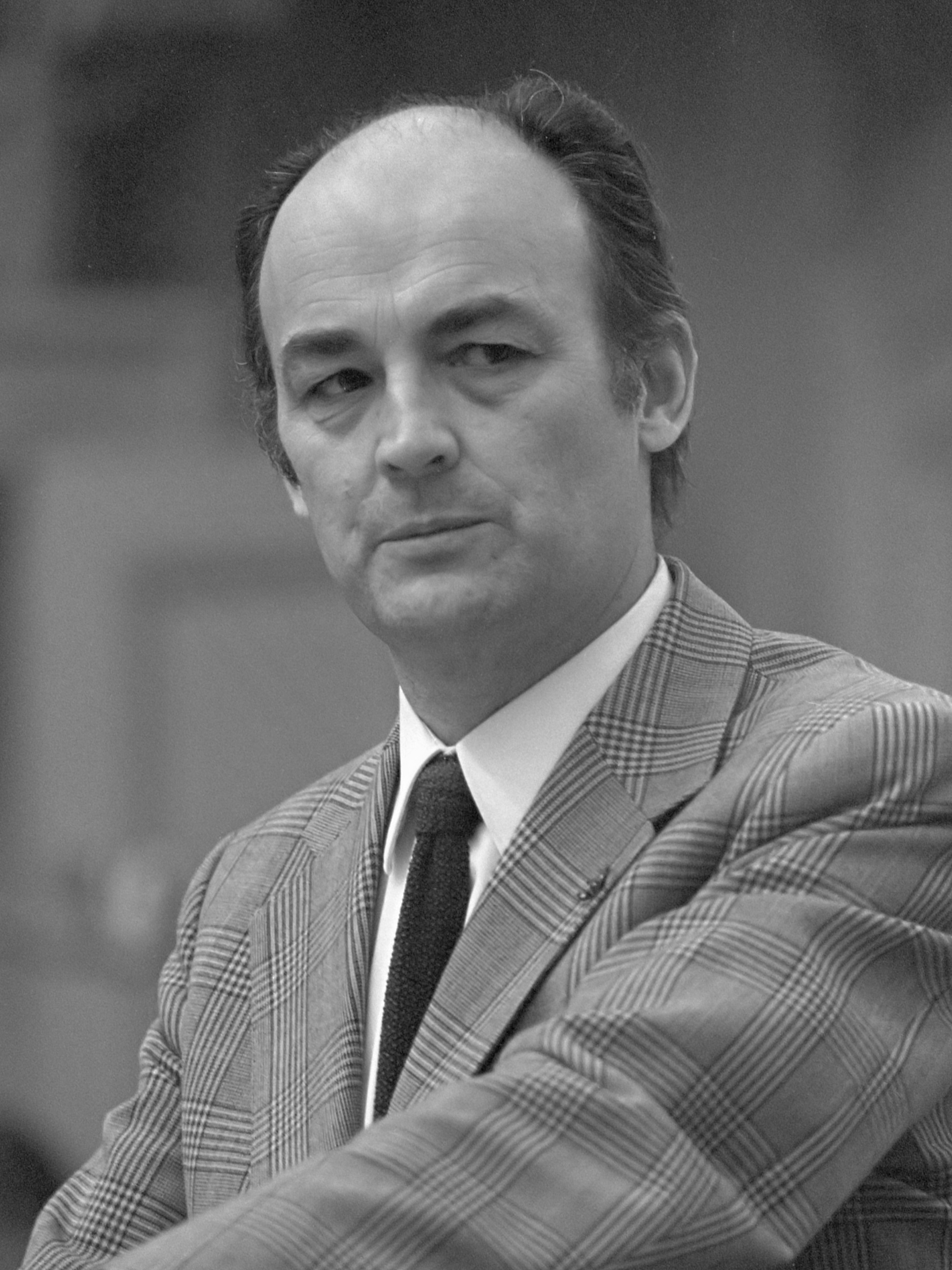
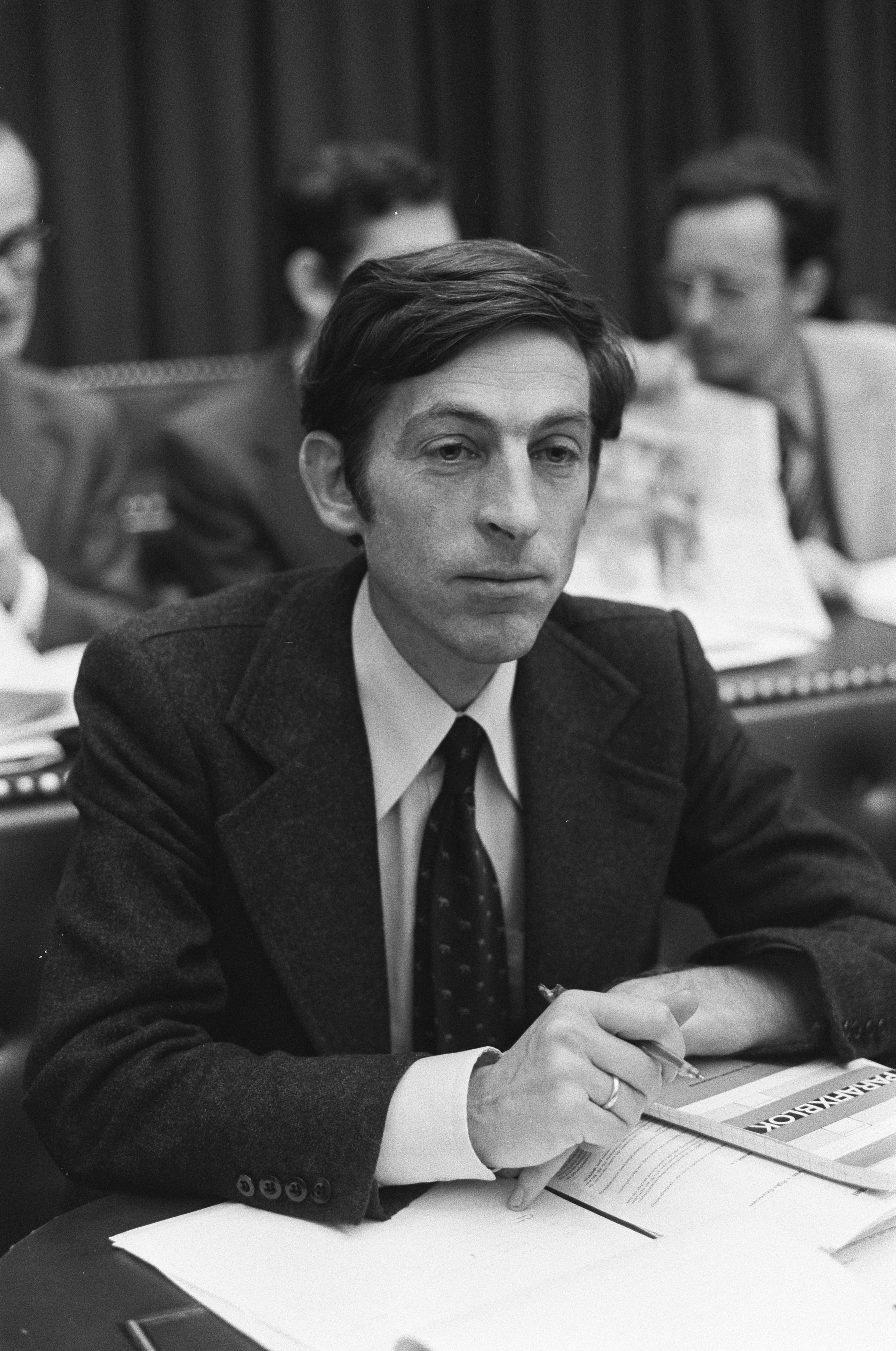
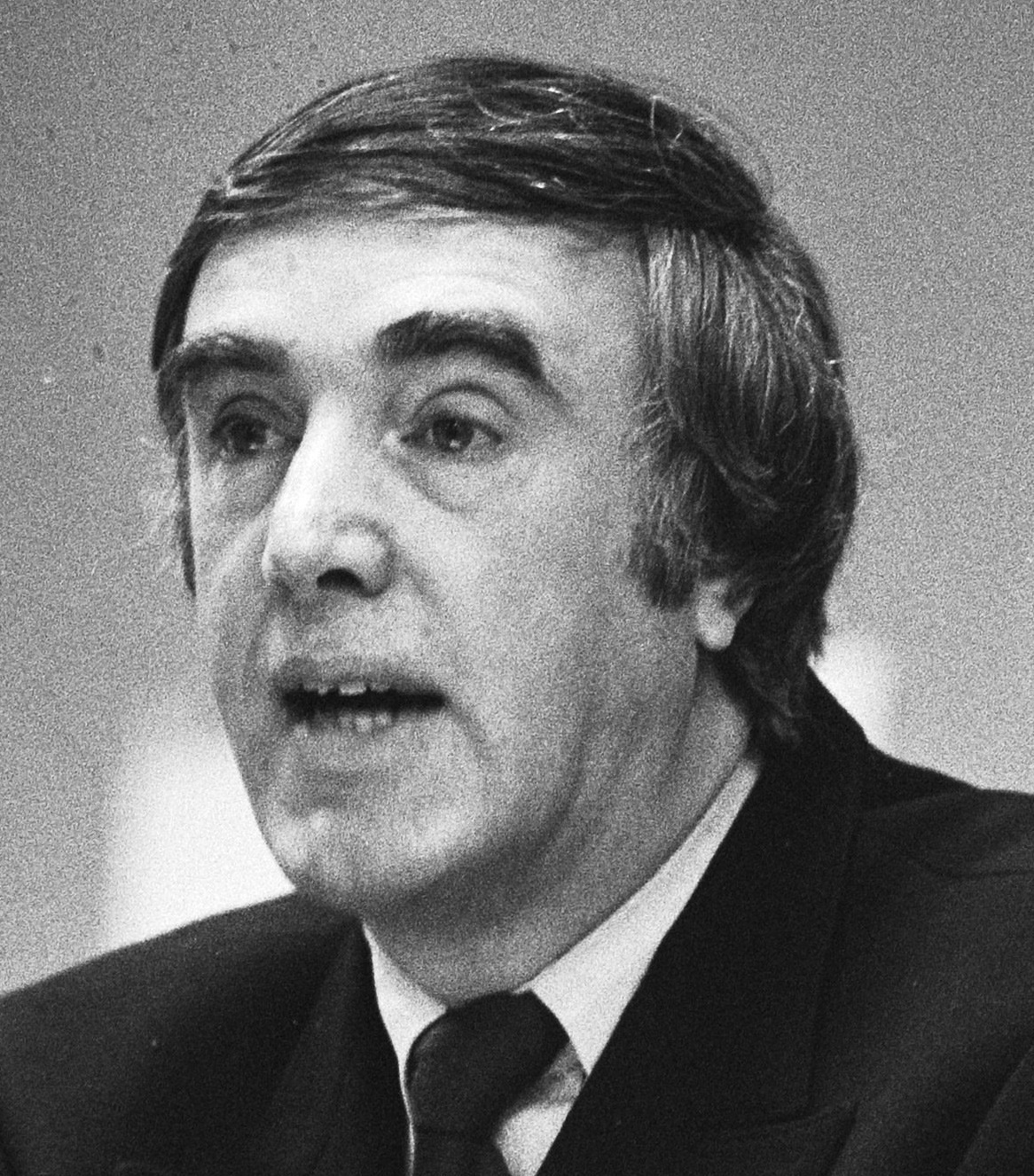
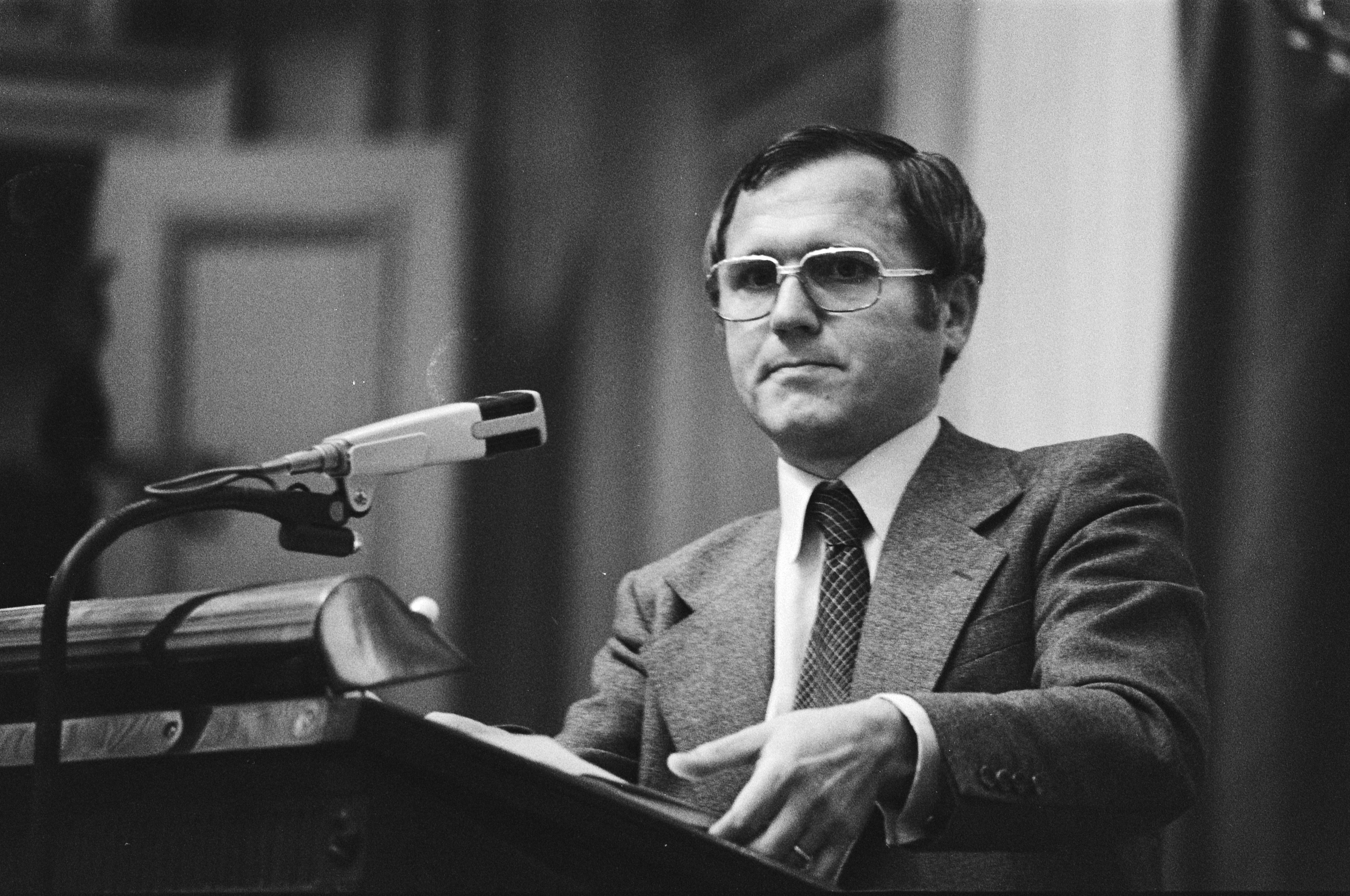
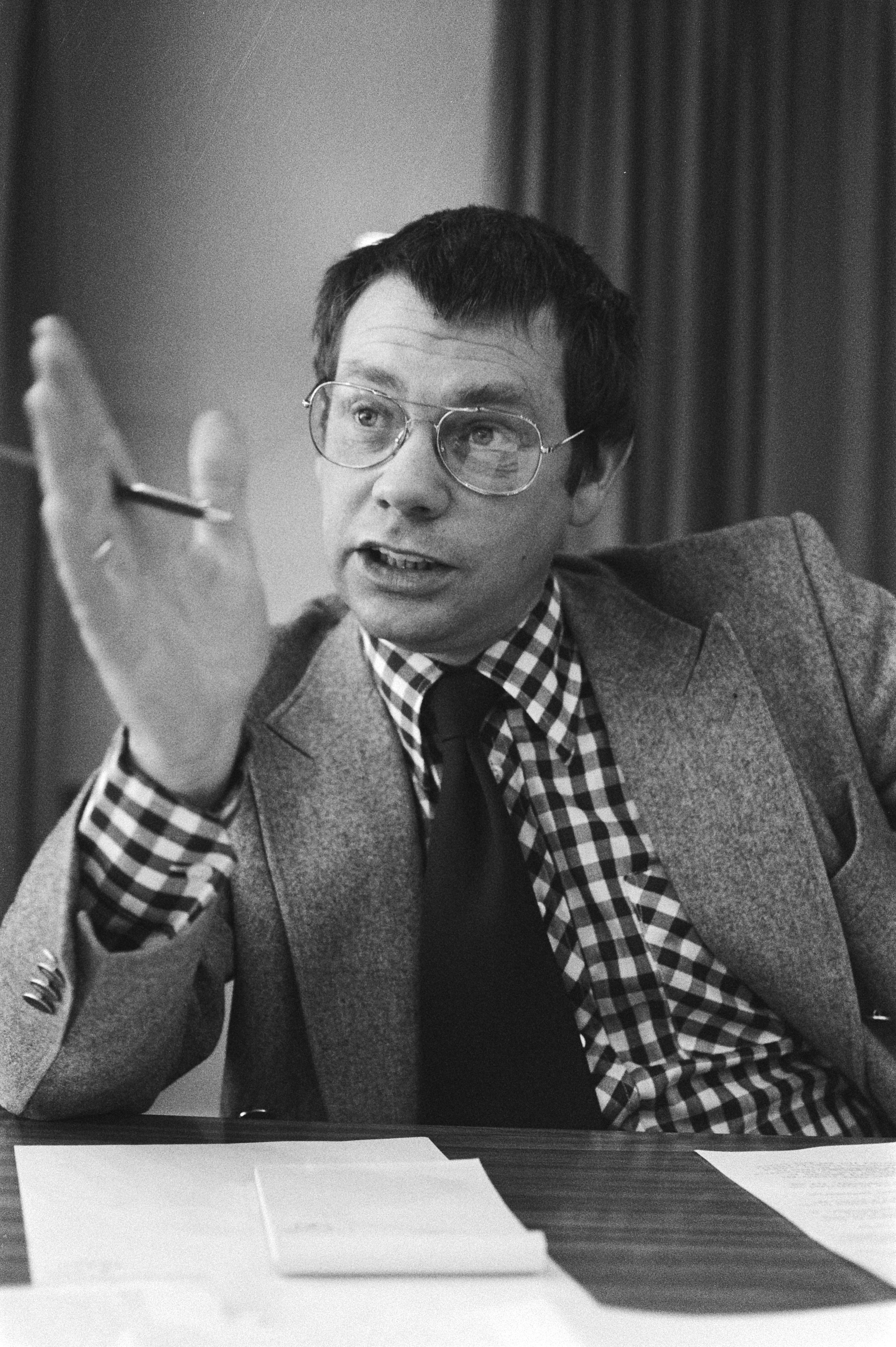
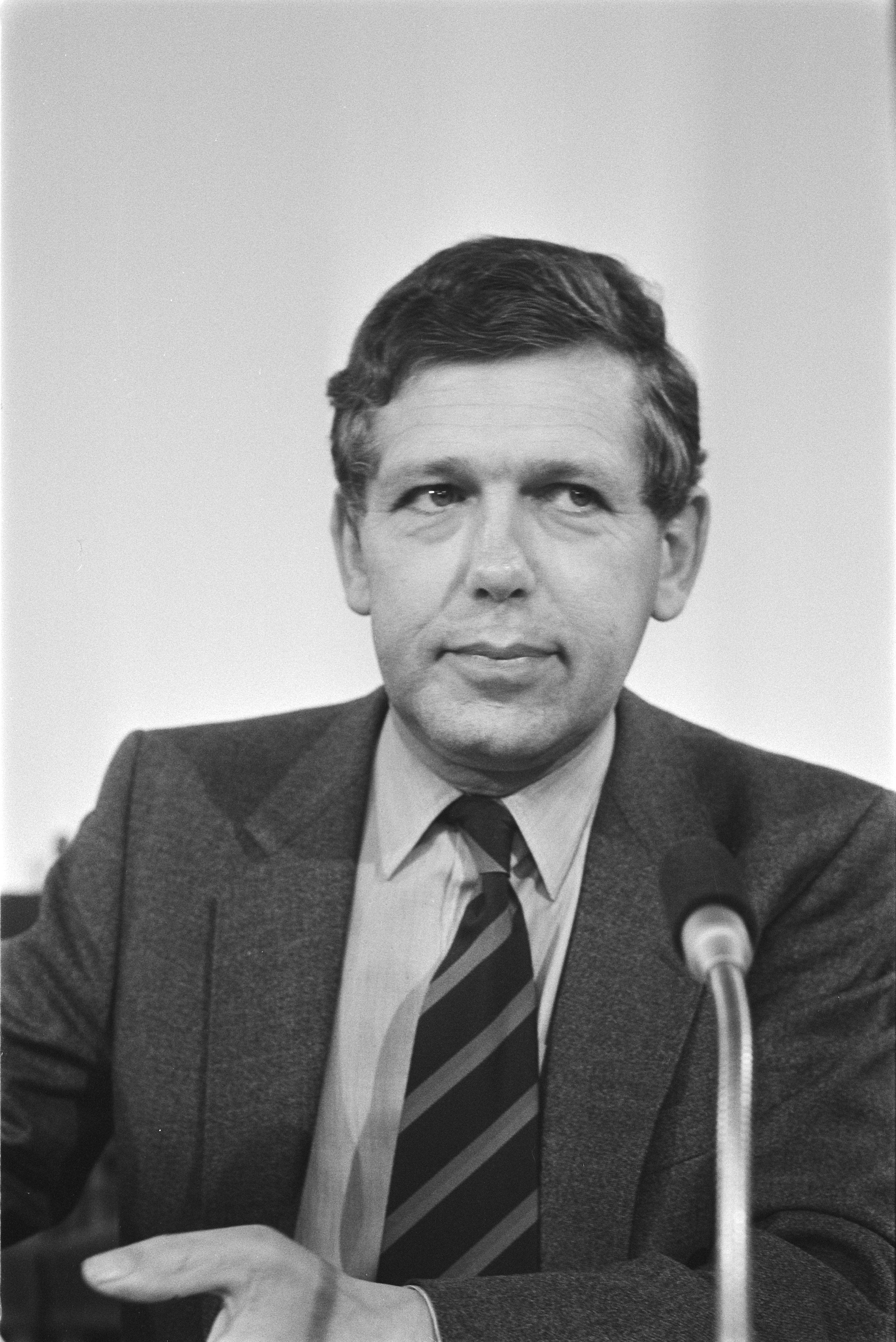
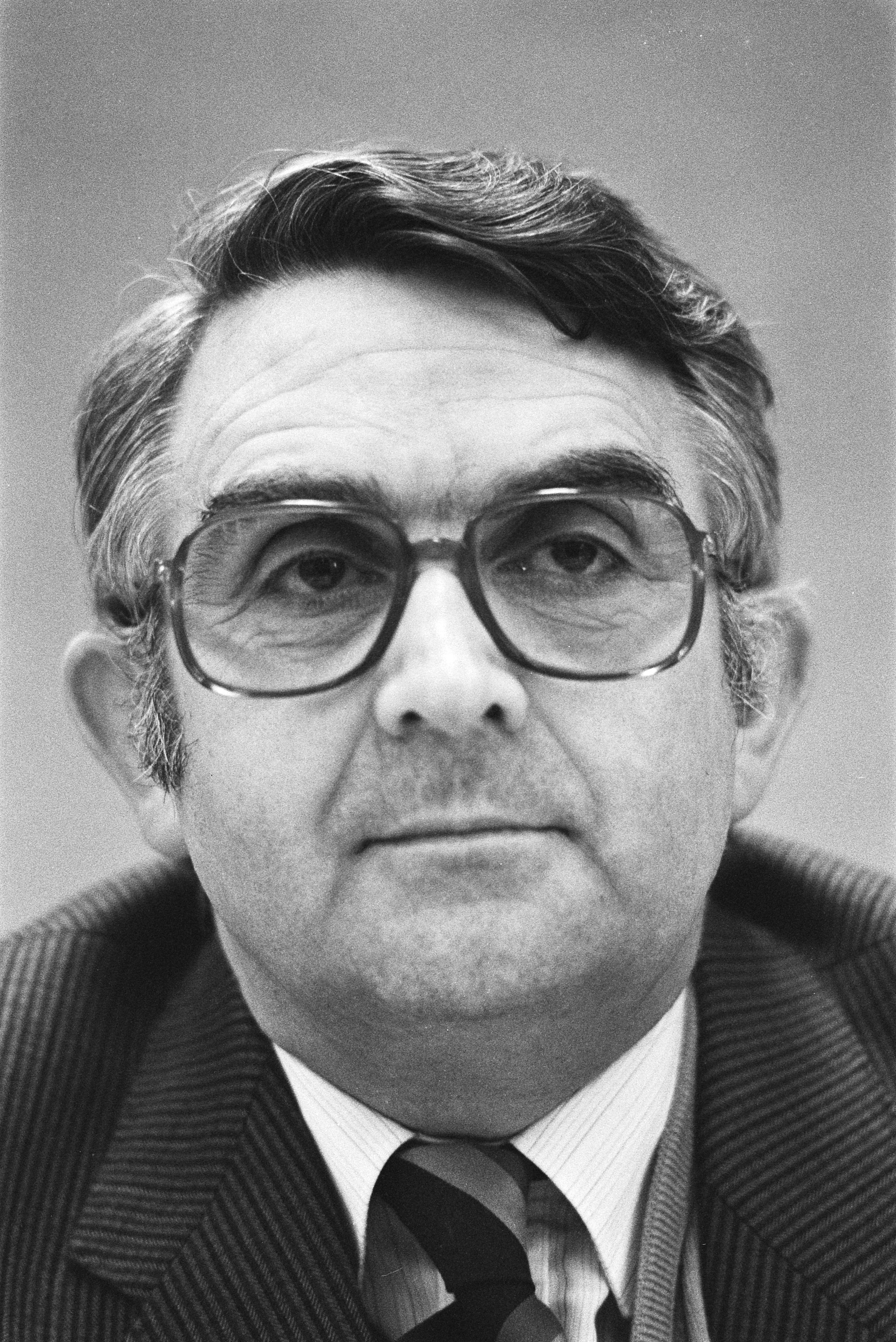
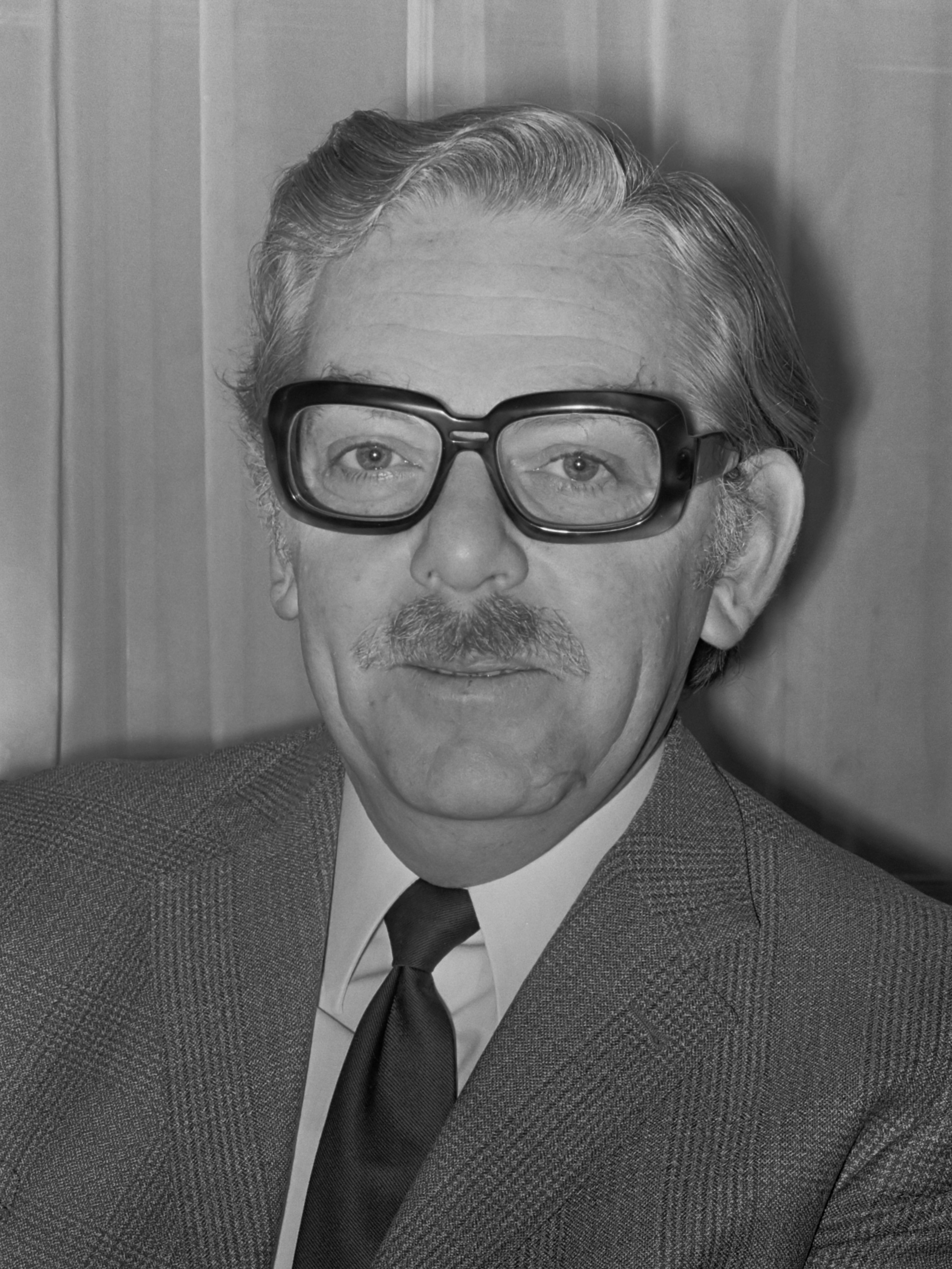
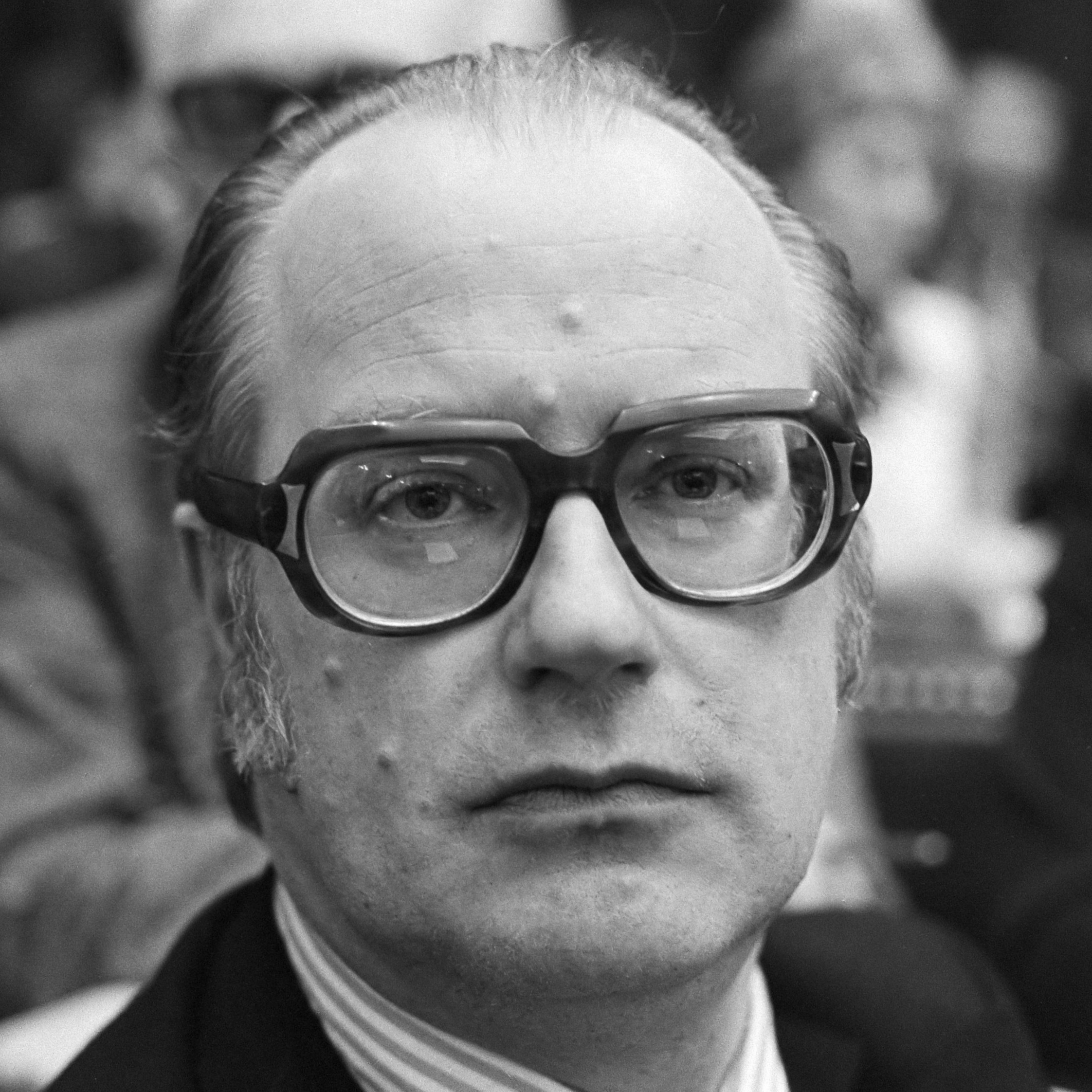
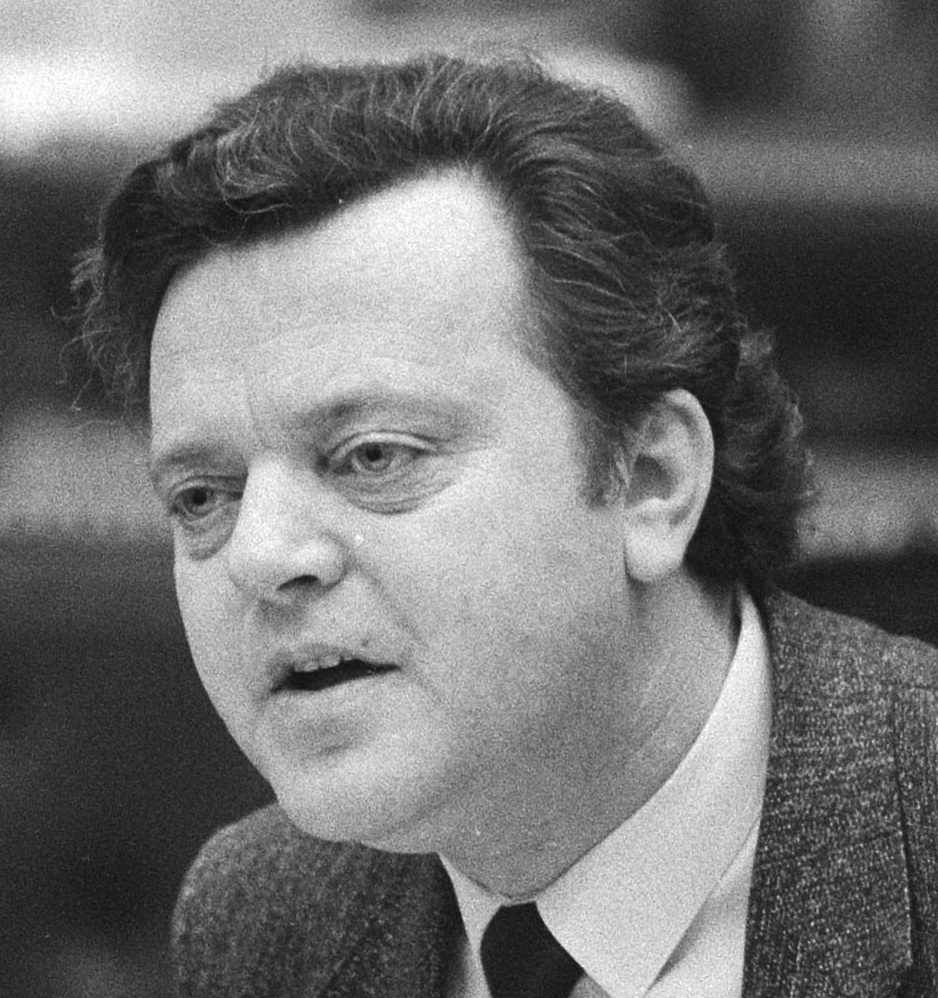
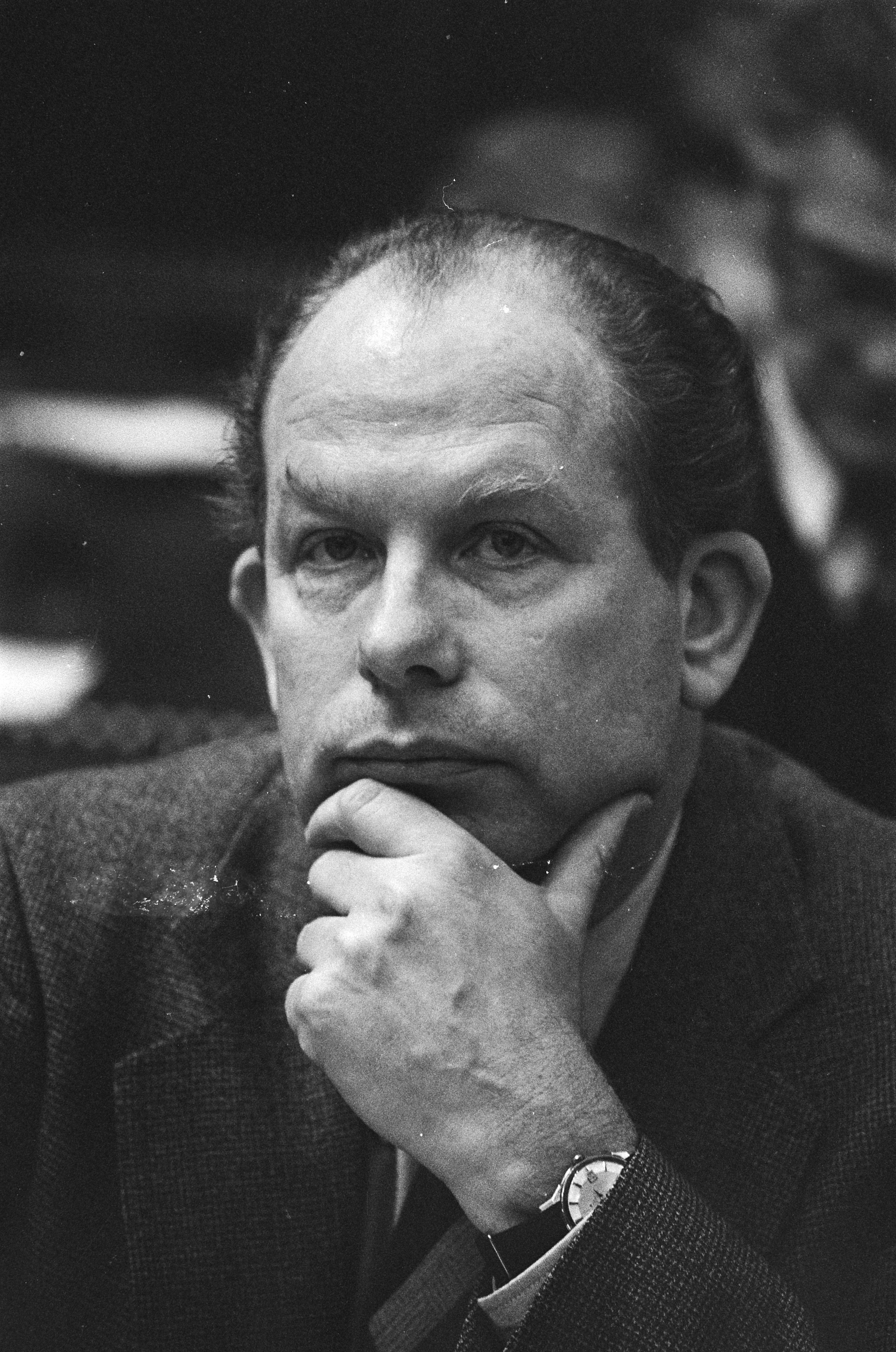

- Willem Aantjes 
 (1923–2015) 
 ARP[1]
- Bouke Beumer 
 (1934–2022) 
 ARP
- Hans de Boer 
 (1937) 
 ARP
- Stef Dijkman 
 (1935) 
 KVP
- Sytze Faber 
 (1937) 
 ARP
- Jan van Houwelingen 
 (1937–2013) 
 ARP
- Jan Nico Scholten 
 (1932) 
 ARP
- Willem de Kwaadsteniet 
 (1928–1989) 
 ARP[2]
- Marten Beinema 
 (1932–2008) 
 ARP[3]
- Fred Borgman 
 (1946–1996) 
 ARP[4]
- Henk Couprie 
 (1930–2024) 
 ARP[5]

## Periode 1977 - 1981
De groep loyalisten had feitelijk alleen betrekking op de CDA-Kamerleden die hadden meegestemd over het ontwerp-regeerakkoord. In het politieke spraakgebruik werd een grotere (informele) groep bedoeld, en omvatte zij alle CDA-fractieleden die kritisch stonden tegenover het beleid van het kabinet-Van Agt. Daartoe behoorden ook vanaf 1978 toegetreden leden zoals Marten Beinema op 16 januari 1978.
In 1978 verliet Hannie van Leeuwen de Kamer uit onvrede met het optreden van haar fractievoorzitter Willem Aantjes tijdens de formatie van het kabinet-Van Agt I, ze werd als Tweede Kamerlid opgevolgd op 5 april 1978 door de Aalsmeerse wethouder Fred Borgman die zich aansloot bij de loyalisten.
Mede doordat de loyalisten in alles de beslissende stem hadden kon de regering weinig doen aan de dramatische toestand van de overheidsfinanciën. Van Hans Wiegels plannen om 'puin te ruimen' kwam niets terecht. De overheidsfinanciën liepen integendeel in deze periode nog verder uit de hand dan onder het kabinet-Den Uyl. De CDA-minister van Financiën Frans Andriessen trad af toen zijn plan voor Bestek'81 onvoldoende steun vond. Fractieleider Ruud Lubbers durfde het niet aan het plan voor te leggen aan zijn eigen CDA-fractie.
Een cruciaal moment was 27 juni 1980 toen de Tweede Kamer met steun van de loyalisten een motie van Relus ter Beek aannam, waarin de Tweede Kamer zich uitsprak voor een olieboycot van Zuid-Afrika. Het kabinet weigerde deze motie uit te voeren. De daarop door de PvdA ingediende motie van afkeuring werd echter niet door alle loyalisten gesteund en met één stem verschil verworpen.

## Na 1981
In 1983 verlieten Jan Nico Scholten en Stef Dijkman de CDA-fractie en vormden de Groep Scholten/Dijkman.

## Voetnoten
1. ↑  Geschiedenis 24nl “Aantjes zei: 'Ik ga met dit kabinet geen binding aan, maar verklaar wel verbondenheid'
2. ↑  vanaf 5 december 1977
3. ↑  vanaf 16 januari 1978
4. ↑  vanaf 5 april 1978
5. ↑  vanaf 24 januari 1979
6. ↑  Aardgas, De verkwisting van een bodemschat, Flip de Kam, NRC, 30-1-1997